# بيفونا
بيفونا (بالإيطالية: Bivona)‏ هي بلدية في مقاطعة أغريجنتو في صقلية الإيطالية.

## السكان
في سنة 1861 بلغ عدد السكان 3٬475 نسمة، وتطور العدد ليصل في سنة 2011 لـ 3٬882 نسمة.
يظهر هذا المخطط البياني تطور النمو السكاني لـ بيفونا